# Joseph A. Fitzmyer
Joseph Augustine Fitzmyer (Filadelfia, 4 de noviembre de 1920-Manresa Hall, Merion Station, Pensilvania, 24 de diciembre de 2016) fue un sacerdote católico jesuita, reconocido biblista especialista en Nuevo Testamento, como también en los manuscritos del Mar Muerto, en lenguas semíticas en general y en análisis de textos arameos en particular. Fue uno de los patrocinadores más destacados de los estudios postconciliares del Nuevo Testamento, y referente norteamericano, muy influyente en los estudios de los textos arameos del Qumrán desde la década de 1950 hasta principios del siglo XXI.
Fitzmyer fue profesor emérito de estudios bíblicos en la Universidad de Georgetown (Washington D. C.), y en la Universidad Católica de América (Washington D. C). Enseñó Nuevo Testamento, su trasfondo semítico y lenguas bíblicas en el Woodstock College, la Universidad de Chicago, el Boston College, la Universidad de Fordham, la Escuela de Teología de Weston (Cambridge, Massachusetts) y la Universidad Católica de América. Fue presidente de la Sociedad de Literatura Bíblica, de la Asociación Bíblica Católica y de la Sociedad de Estudios del Nuevo Testamento, así como miembro de la Pontificia Comisión Bíblica. En su larga y distinguida trayectoria editó y publicó un gran número de libros y artículos académicos y fue honrado con diversos premios y reconocimientos universitarios. Firme defensor del método histórico-crítico aplicado a los escritos bíblicos, se lo considera uno de los biblistas católicos más destacados de los EE. UU.

## Primeros años y formación

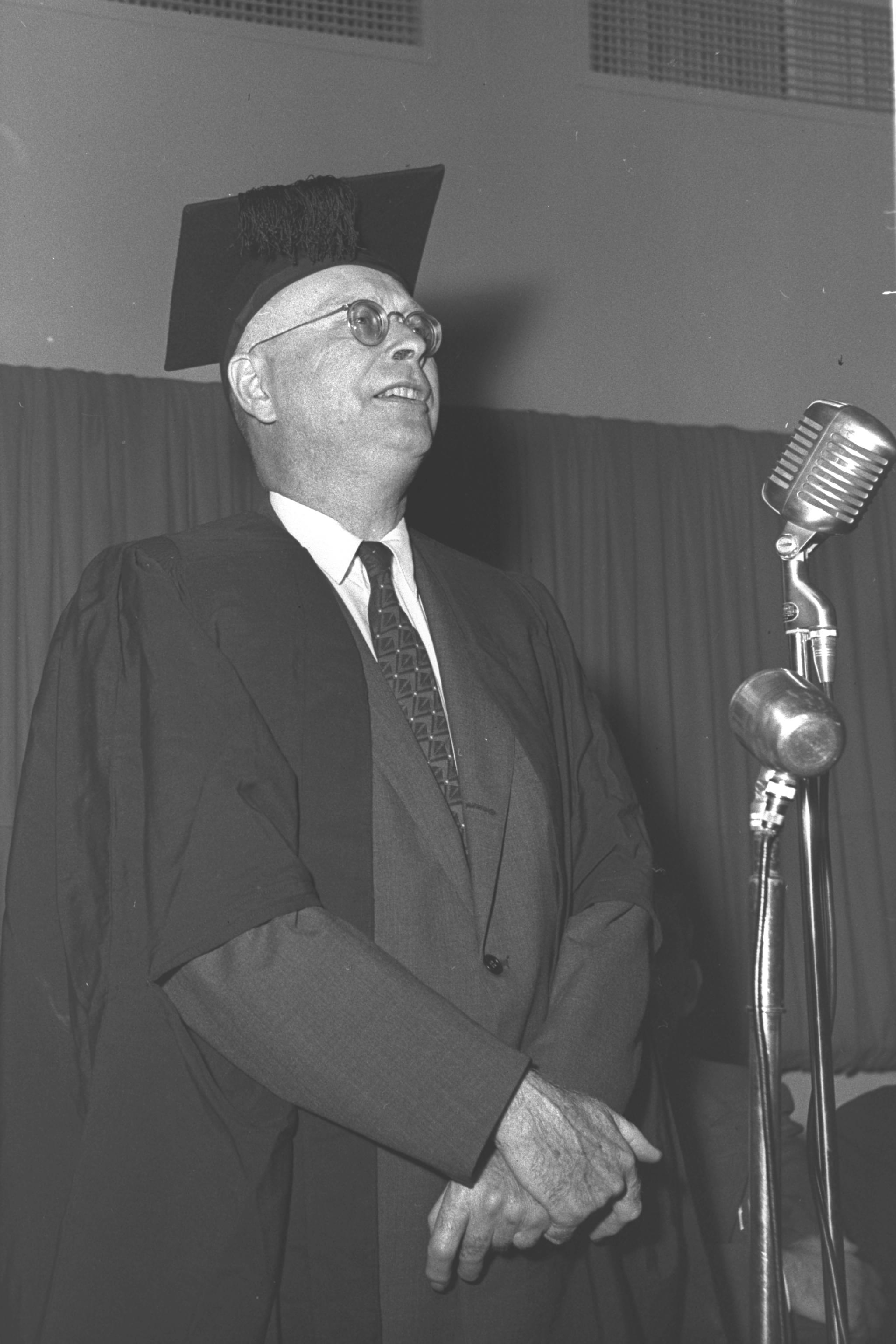
William Foxwell Albright, director de tesis doctoral de Fitzmyer.

Fitzmyer nació en Filadelfia el 4 de noviembre de 1920. Cursó sus estudios primarios en Chestnut Hill, Pensilvania, para continuar luego en la Escuela preparatoria de san José, regenteada por los jesuitas en Filadelfia.
El 30 de julio de 1938, Fitzmyer entró a formar parte de la provincia jesuita de Maryland e hizo su noviciado en Wernersville, Pensilvania.
Fitzmyer realizó sus estudios de grado en la Universidad Loyola Chicago y se graduó como Bachelor of Arts en 1943. En 1945 finalizó una Maestría en Artes (en griego). A continuación, estudió teología en la Facultad Saint-Albert (Eegenhoven-Lovaina) en Bélgica. Fue ordenado sacerdote el 15 de agosto de 1951 durante su estancia en Bélgica, consagrado por Emiel-Jozef De Smedt, quien sería una figura significativa del Concilio Vaticano II. Finalizó su Licenciatura en Sagrada Teología en la Universidad Católica de Lovaina en 1952. Obtuvo su doctorado en Filosofía en lenguas semíticas en la Universidad Johns Hopkins en 1956, y una Licenciatura en Sagrada Escritura en el Pontificio Instituto Bíblico de Roma en 1957. En la Universidad Johns Hopkins, estudió bajo la dirección del renombrado biblista y arqueólogo William Foxwell Albright (1892-1971), quien también fue mentor de otros especialistas internacionales en estudios orientales, bíblicos y arqueológicos, incluyendo a George Ernest Wright (1909-1974), Raymond Edward Brown (1928-1998), David Noel Freedman (1922-2008), y Frank Moore Cross (1921-2012). La tesis doctoral de Fitzmyer, realizada bajo la dirección de W. F. Albright y T. O. Lambdin, se tituló The Syntax of Imperial Aramaic based on the Documents Found in Egypt (Baltimore, 1956). Para ese entonces ya había comenzado a publicar trabajos sobre los recientemente descubiertos manuscritos del Mar Muerto, en los que enfatizaba la importancia que aquellos rollos podrían tener para comprender la literatura cristiana temprana.

## Trayectoria académica

Logo de la Universidad Católica de América, de la que Fitzmyer es profesor emérito.

Entre 1958 y 1969, Fitzmyer enseñó Nuevo Testamento y lenguas bíblicas en el Woodstock College, el colegio jesuítico más antiguo de los EE. UU., ubicado en Woodstock, Maryland, primero como profesor asistente y desde 1964 como profesor. Mientras tanto enseñó lenguas semíticas en la Universidad Johns Hopkins como profesor de tiempo parcial, y eventualmente como profesor visitante de Nuevo Testamento en la Yale Divinity School. Entre 1969 y 1971, fue profesor de hebreo y arameo en la Universidad de Chicago. Luego, Fitzmyer enseñó Nuevo Testamento e idiomas bíblicos en la Universidad de Fordham (1971-1974), en la Escuela de Teología de Weston (Weston School of Theology) en Cambridge (Massachusetts) (1974-1976) y, finalmente, en el Departamento de Estudios Bíblicos en la Universidad Católica de América (1976- 1986), como profesor de Nuevo Testamento hasta su retiro en 1986.
Sus publicaciones abarcan una variedad de temas que incluyen Sagradas Escrituras, teología, cristología, catequética y el estudio de los manuscritos del Mar Muerto. Fue coeditor del Comentario Bíblico (Nuevo) San Jerónimo, y se desempeñó como presidente de la Asociación Bíblica Católica de América (1969-1970), de la Sociedad de Literatura Bíblica (1979) y de la Studiorum Novi Testamenti Societas (1992-1993). Fitzmyer fue profesor en la Universidad de Oxford en 1974-1975 y brindó sus servicios en la Pontificia Comisión Bíblica entre 1984 y 1995. Formó parte de la comunidad jesuita en la Universidad de Georgetown, Washington D. C.
Además de sus numerosas publicaciones en calidad de autor, Fitzmyer sirvió como editor de varias de las principales revistas de su especialidad. Fue editor asociado de The Catholic Biblical Quarterly (1963-1971 y 1978-1979), editor consulto de la revista Journal of Near Eastern Studies (1969-1971), editor de la revista Journal of Biblical Literature (1971-1976), y editor de la publicación The Catholic Biblical Quarterly (1980-1984). En 1969, fue editor en jefe y uno de los miembros del comité editorial fundador de la Catholic Biblical Quarterly - Monograph Series, junto con Raymond Edward Brown y Frank M. Cross, entre otros.

## Diálogo ecuménico
Joseph Fitzmyer trabajó durante casi tres décadas en el diálogo ecuménico luterano-católico, y proporcionó una contribución esencial para la firma de una Declaración conjunta sobre la doctrina de la justificación, el 31 de octubre de 1999 en Augsburgo, por parte del cardenal Edward Cassidy, en nombre de la Iglesia católica, y el obispo Christian Krause de la Federación Luterana Mundial. El documento representó un paso importante para zanjar las divisiones entre ambas denominaciones cristianas que llevaban 482 años, desde que el mismo día del año 1517, Martín Lutero clavó sus noventa y cinco tesis en la puerta de la iglesia del castillo en Wittenberg, en Alemania.

## Distinciones
En 1984 Fitzmyer recibió la medalla Burkitt (Burkitt medal) a los estudios bíblicos otorgada por la Academia Británica.
Fue distinguido con el Jerome Award (Premio Jerónimo) 2005.
Fue valorado por su capacidad y su integridad.

Joe Fitzmyer es una persona de gran carácter e integridad. Su dedicación a la consecución de la investigación y de la excelencia académica no tiene rival. Pero también aporta a su trabajo un sentido de la dignidad y del respeto a sus colegas que todos debemos emular. Lo sé por experiencia personal. Él sabe cómo estar en desacuerdo con usted, incluso cómo discutir con usted, en un ambiente de respeto mutuo y de amistad.
Lawrence Schiffman
Universidad de Nueva York

## Algunas de sus obras
Entre las obras de Fitzmyer se cuentan las siguientes:

### Como único autor
- Fitzmyer, Joseph A. (2007). The One Who Is to Come. Grand Rapids, Míchigan: Eerdmans. ISBN 978-0-8028-4013-4.
- ––– (2004). The Genesis Apocryphon of Qumran Cave 1 (1Q20): a commentary (3ª edición). Roma: Editrice Pontificio Istituto Biblico.
- ––– (2003). Tobit. Berlín: Walter de Gruyter. ISBN 3-11-017574-6.
- ––– (2001). The letter to Philemon: a new translation with introduction and commentary. The Anchor Bible, vol. 34C. Nueva York: Doubleday.
- ––– (1998). To Advance the Gospel: New Testament Studies (2ª edición). Grand Rapids, Míchigan: Eerdmans. ISBN 0-8028-4425-1.
- ––– (1998). The Acts of the Apostles: a new translation with introduction and commentary. The Anchor Bible, vol. 31. Nueva York: Doubleday. ISBN 978-0-3001-3982-2.
- ––– (1997). The Semitic Background of the New Testament. Grand Rapids, Míchigan: Eerdmans. ISBN 0-8028-4845-1.
- ––– (1995). Spiritual exercises based on Paul’s epistle to the Romans. Nueva York: Paulist Press.
- ––– (1995). The Biblical Commission’s document "The interpretation of the Bible in the church. Subsidia biblica, vol. 18. Roma: Editrice Pontificio Istituto Biblico. ISBN 88-7653-605-1.
- ––– (1994). Scripture, the Soul of Theology. Nueva York / Mahwah, Nueva Jersey: Paulist Press. ISBN 0-8091-3509-4.
- ––– (1993). According to Paul: Studies in the Theology of the Apostle. Nueva York: Paulist Press.
- ––– (1993). Romans: A New Translation with Introduction and Commentary. The Anchor Bible, vol. 33. Nueva York: Doubleday.
- ––– (1992). Responses to 101 questions on the Dead Sea scrolls. Nueva York: Paulist Press.
- ––– (1991). A Christological Catechism: New Testament Answers (2ª edición). Paulist Press. ISBN 0-8091-3253-2.
- ––– (1991). A Christological catechism: New Testament answers (2ª edición). Nueva York: Paulist Press.
- ––– (1990). The Dead Sea scrolls: major publications and tools for study. Atlanta: Scholars Press.
- ––– (1990). An introductory bibliography for the study of scripture. Subsidia Biblica 3 (3ª edición). Roma: Pontificio Istituto Biblico.
- ––– (1989). Paul and his theology: A Brief Sketch (2ª edición). Englewood Cliffs, NJ: Prentice Hall. ISBN 978-0-1365-4419-7.
- ––– (1986). Scripture and Christology: a statement of the Biblical Commission with a commentary. Nueva York: Paulist Press.
- ––– (1981-1985). The Gospel according to Luke: Introduction, Translation, and Notes. The Anchor Bible, vol. 28-28A. (2 vol). Garden City, Nueva York: Doubleday.
- ––– (1979). A Wandering Aramean: Collected Aramaic Essays. Livonia, Míchigan: Scholars Press. ISBN 0-8028-4845-1.
- ––– (1971). Essays on the Semitic background of the New Testament. Londres: G. Chapman.
- ––– (en ediciones anteriores, acompañado en la autoría por George S. Glanzman) (1970). An Introductory Bibliography for the Study of Scripture (3ª edición). Roma: Editrice Pontificio Istituto Biblico. ISBN 88-7653-592-6.
- ––– (1967). The Aramaic inscriptions of Sefîre. Roma: Pontificial Biblical Institute.
- ––– (abril de 1964 [1965, 1966]). Die Wahrheit der Evangelien: die "Instructio de historica Evangeliorum veritate" der Päpstlichen Bibelkommission vom 21. Stuttgarter Bibelstudien. 1. Stuttgart: Katholisches Bibelwerk.
- ––– (1964). The historical truth of the Gospels (the 1964 instruction of the Biblical Commission). Glen Rock, NJ: Paulist Press. (Publicado por primera vez en inglés bajo el título The Biblical Commission’s Instruction on the historical truth of the Gospels en Theological Studies 25 (1964) 386-408.)

### En coautoría
- Fitzmyer, Joseph A.; Harrington, Daniel J. (1994). A manual of Palestinian Aramaic texts: (second century B.C.-second century A.D.) (2ª reimpresión, 1ª edición). Roma: Editrice Pontificio Instituto Biblico.
- Fitzmyer, Joseph A.; Kaufman, Stephen A. (1992). An Aramaic bibliography. Publications of the Comprehensive Aramaic Lexicon Project. con la colaboración de Stephan F. Bennett y Edward M. Cook. Baltimore: Johns Hopkins University Press.
- Brown, Raymond E.; Fitzmyer, Joseph A.; Murphy, Roland E., ed. (1990). The New Jerome Biblical commentary. Englewood Cliffs, Nueva Jersey: Prentice Hall.
- Pontificia Commisio Biblica, ed. (1987). Bibel und Christologie: ein Dokument der Päpstlichen Bibelkommission in Französisch und Latein. Mit deutscher Übersetzung und Hinführung von Paul-Gerhard Müller, einem Kommentar von Joseph A. Fitzmyer und einem Geleitwort von Kardinal Joseph Ratzinger. Stuttgart: Katholisches Bibelwerk.
- Reumann, John Henry Paul (1982). Righteousness in the New Testament: justification in the United States Lutheran-Roman Catholic dialogue. Con respuestas de Joseph A. Fitzmyer y Jerome D. Quinn. Filadelfia, Pensilvania /Nueva York: Fortress Press / Paulist Press.